# 釜山第一都市高速道路
釜山第一都市高速道路（プサンだいいちとしこうそくどうろ）は、釜山広域市南区から金井区までを結ぶ15.7kmの都市高速道路である。別名、繁英路。 アジアハイウェイ1号線の一部となっている。

## 歴史
- 1977年5月23日：着工
- 1980年10月7日：竣工
- 1981年4月1日：有料化
- 1996年6月15日：大淵ランプ開業
- 1997年12月20日：望美ランプ進入路開業
- 1998年4月29日：錦絲ランプ開業
- 2004年1月1日：無料化

## インターチェンジなど
- 門峴（ムンヒョン）ランプ（釜山第二都市高速道路）
- 大淵（テヨン）ランプ（久瑞方向のみ）
- 望美（マンミ）ランプ（門峴方向のみ）
- 院洞（ウォンドン）IC
- 錦糸（クムサ）ランプ（門峴方向のみ）
- 石坮（ソクテ）IC（釜山第四都市高速道路、通称・水営江辺道路）
- 回東（フェドン）IC（釜山鼎冠都市高速道路）
- 久瑞IC（京釜高速道路に接続）

## 通過する自治体
- 南区 -　水営区 - 海雲台区 - 金井区